# Taxi (àlbum)

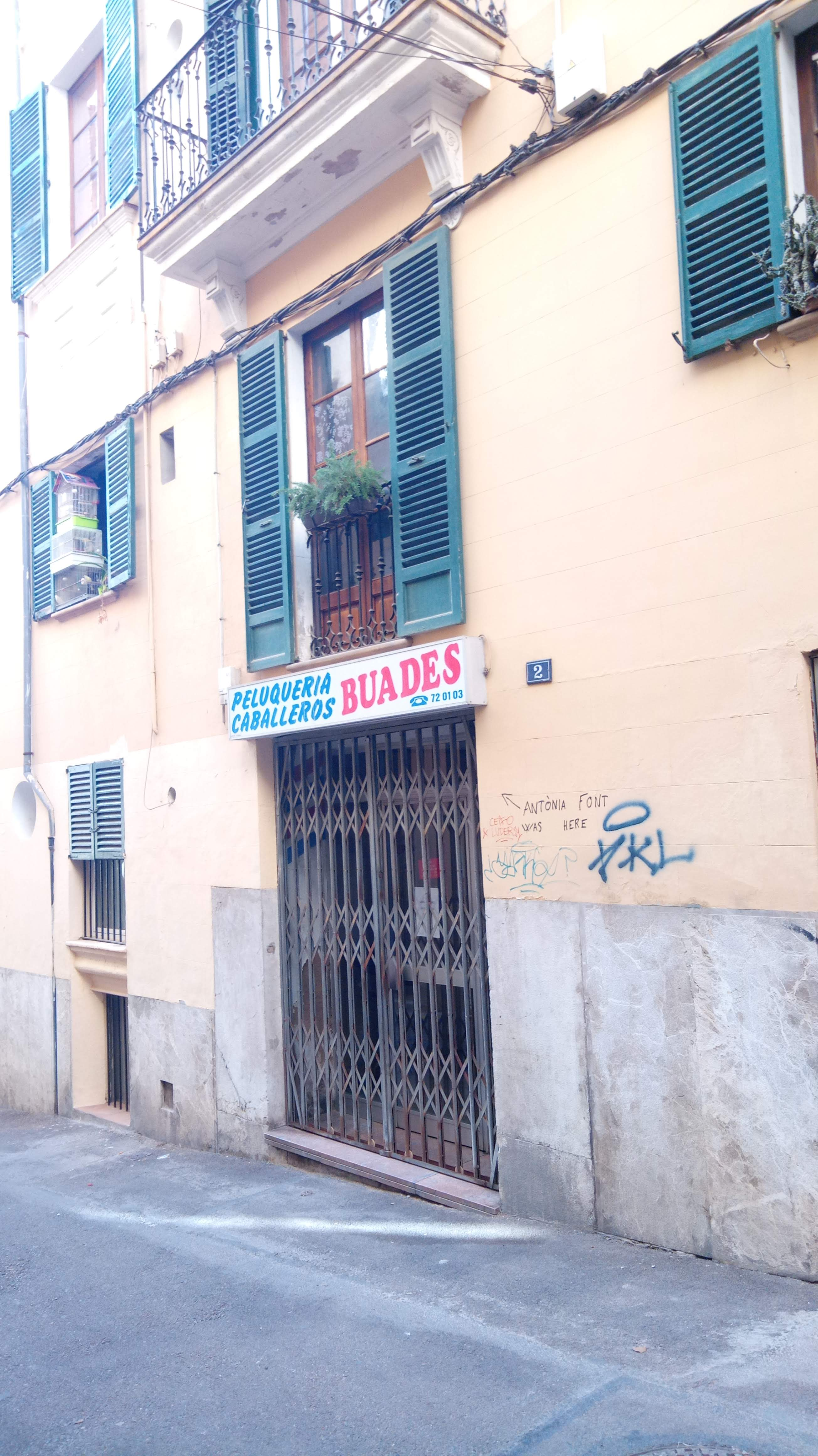
La Perruqueria Buades apareix esmentada a la quarta estrofa de la cançó «Vitamina sol».

Taxi és el quart disc del grup mallorquí Antònia Font, publicat l'any 2004. La temàtica és de ciència-ficció i de futur, de viatges espacials en transbordadors. Es va convertir en el disc més extens que havien fet fins al moment, ja que incloïa 17 cançons; més endavant, en el seu darrer disc com a banda, editarien Vostè és aquí amb 40 temes. Aquest disc, segons paraules del seu compositor, Joan Miquel Oliver, buscava trencar amb els discs anteriors. Com a grup van voler arriscar i es van voler allunyar de singles pop. Van optar per utilitzar un repertori "més potent" amb temes rars que Oliver havia escrit per a ell, però que volia editar. A la caràtula de l'àlbum hi apareix una imatge d'uns futbolistes.
Aquest àlbum anava acompanyat d'un curtmetratge en DVD dividida en 9 parts. Aquesta pel·lícula va ser gravada amb els recursos propis del grup i amb l'ajut dels seus amics; posteriorment, li oferiren a la discogràfica, la qual acceptà incloure-la. Segons, Oliver, "la companyia ho va comprar perquè no li quedava més remei: si volia tenir Antònia Font, en aquell moment Antònia font era allò." Segons publicaren a l'Enderock, el curtmetratge "és un viatge surrealista en què passat i futur es barregen, realitat i ficció es confonen, grup i personatges interactuen."
L'estil del disc és difícil de classificar. En algunes cançons hi ha influències del flamenc, el jazz, el hip-hop, el vals i la música electrònica. En algunes ocasions, també hi apareixen instruments de joguina. En la darrera cançó de l'àlbum hi ha una versió de la cançó de Stevie Wonder I just called to say I love you que no és interpretada pel grup sinó per un duet musical d'un hotel. Això s'interpreta com una metàfora del que pot succeir al medi ambient mallorquí, fent referència a la massificació del turisme alemany. També hi ha referències al turisme alemany a «Armando Rampas», «La vida de l'astronauta», «Extraterrestres» o «Robot».
Aquest disc va rebre diversos premis. Va ser guardonat amb el Premi Altaveu '04 que els va ser entregat el 7 de setembre d'aquell any. Va ser guardonat per la crítica dels Premis Enderrock 2005 com a millor disc en català '04, com també com a millor disc de pop-rock.

## Àlbum

### Cançons
I. Dos souvenirs de la Terra
| Núm. | Títol          | Durada |
| ---- | -------------- | ------ |
| 1.   | «Benzina»      | 0:31   |
| 2.   | «Vitamina sol» | 2:14   |

II. Recital del robot i l'astronauta
| Núm. | Títol                     | Durada |
| ---- | ------------------------- | ------ |
| 3.   | «Armando Rampas»          | 1:41   |
| 4.   | «Jo, robot»               | 2:23   |
| 5.   | «La vida de l'astronauta» | 3:52   |
| 6.   | «Extraterrestres»         | 3:06   |
| 7.   | «Robot»                   | 3:05   |
| 8.   | «Vehicle lunar»           | 0:36   |

III. Viatges i postals de la Terra
| Núm. | Títol                | Durada |
| ---- | -------------------- | ------ |
| 9.   | «Portaavions»        | 2:11   |
| 10.  | «Multicinemes»       | 3:18   |
| 11.  | «Loco»               | 2:56   |
| 12.  | «Holidays»           | 3:52   |
| 13.  | «Milers d'habitants» | 3:02   |

IV. Gran final l'hotel Galaxi
| Núm. | Títol                             | Durada |
| ---- | --------------------------------- | ------ |
| 14.  | «Astronauta rimador»              | 4:43   |
| 15.  | «Cosmos immutable»                | 0:52   |
| 16.  | «Càpsula d'emergència»            | 5:10   |
| 17.  | «I just called to say I love you» | 4:17   |

### DVD
Acronia i col·lapse del Dr. Polanski
| Núm. | Títol             | Durada |
| ---- | ----------------- | ------ |
| 1.   | «Holidays»        |        |
| 2.   | «Benzina»         |        |
| 3.   | «Los Monegros»    |        |
| 4.   | «Vitamina Sol»    |        |
| 5.   | «Armando Rampas»  |        |
| 6.   | «Jo, robot»       |        |
| 7.   | «Robot»           |        |
| 8.   | «Extraterrestres» |        |
| 9.   | «Vehicle lunar»   |        |